# Kalkylprogram

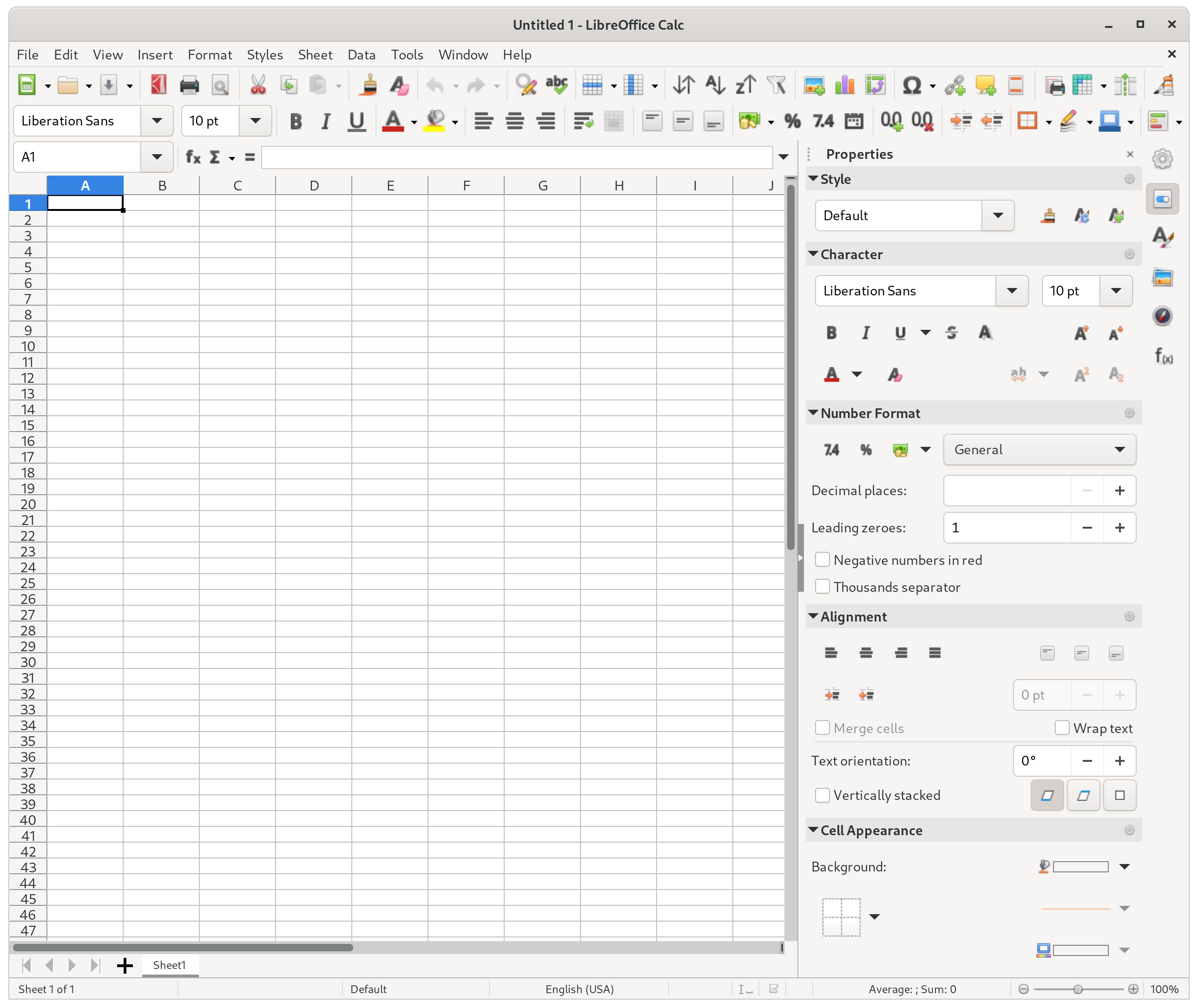
kalkylprogrammet LibreOffice Calc

Ett kalkylprogram är ett tillämpningsprogram som är konstruerat för att utföra matematiska beräkningar i tabeller. En cell i ett kalkylark kan innehålla en formel som beräknar innehållet i cellen utifrån andra celler i arket och uppdateras när dessa ändras.
Excel var det största kalkylprogrammet på marknaden för Windows och Mac under 90-talet.
Ett alternativ till Excel ingår i LibreOffice, kalkylprogrammet LibreOffice Calc. Detta program är fri mjukvara, och är också kostnadsfritt.
Kalkyler görs numera även direkt online i kalkylblad t.ex. med Microsoft Office 365, Google Apps, eller liknande.